# Juli-Aquariiden
Die Juli-Aquariiden oder (südliche) Delta-Aquariiden sind ein mittelstarker Sternschnuppenschwarm, dessen Meteore alljährlich zwischen 12. Juli und 23. August auftreten (nach anderen Quellen vom 14. Juli bis 18. August). Sie kommen scheinbar aus dem Sternbild Wassermann (Aquarius). Als Ursache für den Strom wird der Komet 96P/Machholz 1 vermutet.
Der Zweitname bezieht sich auf die Lage des Radianten (Fluchtpunkt) nahe beim Stern Delta Aquarii. Er hat annähernd die Himmelskoordinaten RA = 340°, δ = −16°. Anfang Mai gibt es einen Meteorstrom mit annähernd derselben Herkunftsrichtung, die Mai-Aquariiden.
Bei genauerer Betrachtung ist zwischen südlichen und nördlichen Delta-Aquariiden zu unterscheiden. Erstere haben ihr Maximum am 30. Juli, zweitere treten von Mitte Juli bis Anfang September auf mit einem Maximum um den 13. August.